# 7 Sins
7 Sins ist eine von Monte Cristo entwickelte und 2005 von Digital Jesters veröffentlichte erotische Lebenssimulation.

## Spielprinzip
Der Spieler muss an die Spitze der sozialen Leiter gelangen und Entscheidungen im Zusammenhang mit den sieben Todsünden treffen. Das Spiel spielt in der fiktiven Stadt namens Apple City. Während des gesamten Spiels trifft der Spieler Entscheidungen basierend auf Stolz, Zorn, Gier, Neid, Lust, Faulheit und Völlerei. Sobald eine Beziehung aufgebaut wurde, werden neue Missionen freigeschaltet. Insgesamt gibt es sieben Kapitel und einhundert Charaktere, mit denen der Spieler interagieren kann.

## Rezeption
PC Zone bewerteten das Spiel mit 6 von 10 Punkten und sagte: „Wir können 7 Sins nicht von ganzem Herzen als komplettes Spielerlebnis empfehlen.“